# Kalemie (territoire)
Le territoire de Kalemie est une entité déconcentrée de la province du Tanganyika en république démocratique du Congo. 

## Géographie
Il s'étend au nord-est de la province aux environs de la ville de Kalemie.

## Chefferies
Le territoire est divisé en trois chefferies :
- la chefferie Benze ;
- la chefferie Rutuku ;
- la chefferie Tumbwe.

## Économie
Les principales activités sont agriculture, pêche, élevage, commerce et exploitation artisanale de l’or et du coltan.